# Ludovico Flangini Giovanelli
Pour les articles homonymes, voir Giovanelli.
Ne doit pas être confondu avec Federico Maria Giovanelli.
Ludovico Flangini Giovanelli (né le 26 juillet 1733 à Venise et mort le 29 février 1804 dans la même ville) est un évêque et un cardinal italien du XVIIIe et du début du XIXe siècle, qui fut patriarche de Venise de 1801 à 1804. Ludovico Flangini Giovanelli est créé cardinal par le pape Pie VI lors du consistoire du 3 août 1789. Ordonné prêtre en 1799, il est nommé patriarche de Venise le 23 décembre 1801 et le reste jusqu'à sa mort le 29 février 1804.

## Biographie
Ludovico Flangini Giovanelli naquit à Venise le 26 juillet 1733. Après avoir dans sa jeunesse cultivé les sciences, et particulièrement la philologie, après s’être encore exercé dans l’éloquence, il fut successivement juge dans conseil des Quarante, avogader, censeur, sénateur, conseiller, correcteur extraordinaire, donnant dans tous ces emplois des preuves de son habileté, comme aussi de son zèle pour le bien de sa patrie. Clément XIV le fit passer du service la république de Venise à celui de la cour de Rome. Nommé par ce pontife auditeur du tribunal de la rote, il y montra un grand savoir en jurisprudence et beaucoup d’intégrité dans l’administration de la justice. Ce pape l’éleva à la prélature, et Pie VI le fit cardinal en 1789. Comme il se rendait de plus en plus utile, les honneurs vinrent s’accumuler sur sa tête. L’empereur le fit en 1801 patriarche de Venise, primat de la Dalmatie, comte du St-Empire et conseiller intime actuel d’Etat, en lui conférant la grand-croix de l’ordre de Saint-Étienne de Hongrie.

## Œuvres
- Annotazioni alla corona poetica di Querino Telpasinio in lode della Republica di Venezia, sous son nom de l’Académie d'Arcadie, Agamiro Pelopideo, Venise, 1750.
- sous le même nom, Rime di Bernardo Capello, con annotazioni, 2 tomes, Bergame, 1750.
- Orazione per l’esaltamento del doge Marco Foscarini, Venise, 1762.
- Lettera patriarcale sur son installation dans le patriarcat.
- Apologia di Socrate, scritta da Platone, traduction du grec, insérée dans le cours de littérature grecque de l’abbé Melchiorre Cesarotti.
- Argonautica di Apollonio Rodio, traduction en vers, avec des notes, Rome, 1781, 2 vol.